# Route Adélie de Vitré
De Route Adélie de Vitré is een Franse eendaagse wielerwijdstrijd met als start- en finishplaats Vitré in het departement Ille-et-Vilaine in de regio Bretagne.
Vanaf de start in 1996 maakt de wedstrijd, die eind maart/begin april wordt verreden, deel uit van de kalender van de UCI Europe Tour met een 1.1 classificatie. Van 1996-2007 en vanaf 2012 is de koers tevens onderdeel van de kalender van de Coupe de France. Vanwege de coronapandemie werd de editie van 2020 niet verreden en die van 2021 op 1 oktober.
De Route Adélie de Vitré kan als de plaatsvervangende koers van de etappewedstrijd Tour d'Armorique beschouwd worden.

## Lijst van winnaars

### Meervoudige winnaars
| Overwinningen | Renner        | Jaren      |
| ------------- | ------------- | ---------- |
| 2             | Jaan Kirsipuu | 1998, 2001 |
| 2             | Bryan Coquard | 2014, 2016 |

### Overwinningen per land
| Overwinningen | Land                                      |
| ------------- | ----------------------------------------- |
| 16            | Frankrijk                                 |
| 3             | Italië                                    |
| 2             | België, Estland, Noorwegen                |
| 1             | Duitsland, Nederland, Zweden, Zwitserland |

## Tour d'Armorique
De etappewedstrijd Tour d'Armorique werd van 1976-1978 als amateurkoers verreden en na een jaar onderbreking van 1980-1994 als profwedstrijd, in 1985 eenmalig onder de noemer Tour de Bretagne. Van 1980-1985 stond de koers in maart op de kalender, in 1986 en 1987 in juni en van 1988-1994 in mei. Van 1980-1983 en in 1988 omvatte de wedstrijd vier etappes in drie dagen, in 1984 en 1985 vijf etappes in vier dagen en in 1986, 1987, 1989-1991 en 1994 vier etappes in vier dagen en in 1992 en 1993 drie etappes in drie dagen.

### Overwinningen per land
| Overwinningen | Land                                    |
| ------------- | --------------------------------------- |
| 14            | Frankrijk                               |
| 1             | België, Denemarken, Spanje, Zwitserland |

1976 · 1977 · 1978 ·  1979 · 1980 · 1981 · 1982 · 1983 · 1984 · 1985 · 1986 · 1987 · 1988 · 1989 · 1990 · 1991 · 1992 · 1993 · 1994 · 1995 · 1996 · 1997 · 1998 · 1999 · 2000 · 2001 · 2002 · 2003 · 2004 · 2005 · 2006 · 2007 · 2008 · 2009 · 2010 · 2011 · 2012 · 2013 · 2014 · 2015 · 2016 · 2017 · 2018 · 2019 · 2020 · 2021 · 2022 · 2023 · 2024 · 2025